# Азовгипромез

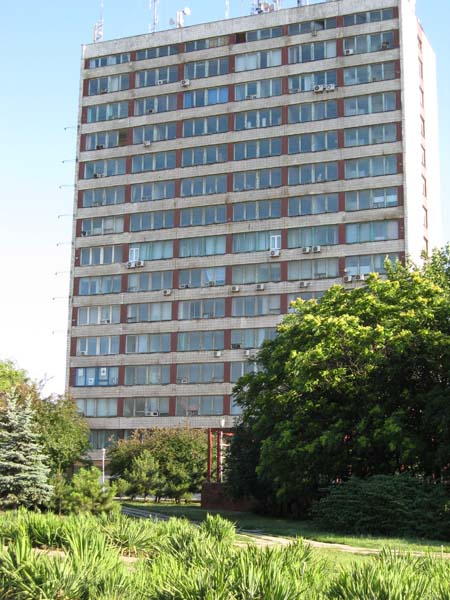
Здание Азовгипромеза

ООО «Гипромез» (Институт по проектированию металлургических заводов) — проектный институт (ранее — филиал Гипромеза), расположенный в городе Мариуполе. В настоящее время является ведущим институтом в Донецкой области по проектированию заводов с полным металлургическим циклом. Количество работников — 257 человек (2007 год). Директор — Владимир Иванович Андреев.
Расположен в Мариуполе на проспекте Мира, 68.

## История
Мариупольский филиала Гипромеза был основан в 1944 году для проектирования с целью восстановления и развития заводов Азовсталь и им. Ильича.
В 1991 году на базе действующего филиала был создан Государственный институт «Азовгипромез» с функциями генерального проектировщика металлургических комбинатов им. Ильича, Азовсталь, Песковского чугунолитейного завода, Горьковского металлургического предприятия «Сталь».
23 ноября 1995 года переименован в Общество с ограниченной ответственностью «Азовгипромез».

## Деятельность
В настоящее время[когда?] предметом деятельности ООО «Азовгипромез» является:
- Инженерно-геологические изыскания
- Топографо-геодезические съемки
- Специальные съемки
- Проектные работы, в том числе:
  - технологическое проектирование (металлургия, машиностроение, топливно-энергетический комплекс, транспорт, промышленная автоматика, телевидение, связь, пожарная автоматика и пр.)
  - архитектурно-строительное проектирование;
  - проектирование несущих конструкций;
  - проектирование внутренних и внешних сетей, систем и сооружений;

## Достижения
Азовгипромез совместно с ООО АСО Промстрой стали победителями всеукраинского конкурса «На лучшее здание и сооружение, построенные и принятые в эксплуатацию в 2007 году» в номинации «Культурно-спортивные сооружения» за создание спортивного комплекса «Ильичевец».

## Интересные факты
Здание Азовгипромеза самое высокое в Мариуполе.